# Flusso quasi-unidimensionale
Con il termine flusso quasi-unidimensionale, o flusso quasi-monodimensionale, si intende il flusso di una corrente fluida dove siano trascurabili le componenti di velocità normali ad una direzione principale. Le ipotesi di flusso quasi-unidimensionale implicano:
- proprietà del flusso costanti su ogni sezione normale all'asse del condotto;
- proprietà del flusso funzione di un'unica variabile spaziale: l'ascissa lungo l'asse del condotto.

Sebbene tali ipotesi non siano esattamente verificate, la teoria che ne discende permette di ricavare con buona approssimazione i valori medi delle grandezze d'interesse per lo studio di flussi in condotti di limitata variazione di sezione rispetto alla loro lunghezza, con attrito e con scambio di calore con l'esterno. Tale teoria può essere utile per ottenere un disegno preliminare di prese d'aria ed ugelli di scarico.
Per ricavare le equazioni del flusso quasi-unidimensionale basterà semplificare, secondo le ipotesi introdotte, le equazioni di Navier-Stokes, ovvero le equazioni di conservazione della massa, della quantità di moto e dell'energia.

## Equazioni di conservazione per flussi quasi-unidimensionali

### Grandezze di ristagno
Si definiscono grandezze di ristagno quelle condizioni che esistono in quel punto della corrente dove la velocità del fluido è stata ridotta a zero mediante processi adiabatici e senza attriti, per cui isoentropici e reversibili.
Le grandezze di ristagno si mantengono inalterate lungo tutto il condotto.

### Grandezze critiche e limite
Le grandezze critiche sono quelle grandezze raggiunte dove il numero di Mach è uguale a 1

## Flusso quasi-unidimensionale stazionario isoentropico
Nel caso di flusso quasi-unidimensionale stazionario, dove cioè è trascurabile la variazione nel tempo delle grandezze fisiche, ed isoentropico la legge di conservazione della massa si può scrivere:
{\displaystyle {\dot {m}}=\rho uA=\mathrm {costante} }
oppure:
{\displaystyle d\left(\rho uA\right)=0}
dove con m si è indicata la massa, con ρ si è indicata la densità del fluido, con u la sua velocità (assiale) e con A la sezione normale all'asse del condotto. Eseguendo l'operazione di differenziale:
{\displaystyle d\left(\rho \right)uA+d\left(u\right)\rho A+d\left(A\right)u\rho =0}
e dividendo per ρuA:
{\displaystyle {\frac {d\rho }{\rho }}+{\frac {du}{u}}=-{\frac {dA}{A}}}
la quale è una comoda espressione aritmetica.
Per scrivere l'equazione di conservazione della quantità di moto, bisognerà considerare la quantità di moto entrante, ovvero la massa iniziale per la velocità iniziale:
{\displaystyle mu=\rho u^{2}A}
e la quantità di moto uscente dal sistema considerato. Se valutiamo un tratto dx del flusso sarà possibile scrivere l'equazione in termini differenziali e l'incremento di velocità sarà du:
{\displaystyle m\left(u+du\right)=\rho uA\left(u+du\right)}
La legge di conservazione della quantità di moto afferma che la differenza tra quantità di moto uscente ed entrante rappresenta la somma delle forze esterne, le quali sono generate dagli sforzi esercitati sulle pareti e sulle sezioni di ingresso ed uscita:
{\displaystyle \sum F=pA-\left(p+dp\right)\left(A+dA\right)+\left(p+{\frac {dp}{2}}\right)dA-dF_{\mathrm {attrito} }}
dove i primi due termini rappresentano le forze di pressione agenti sulle sezioni iniziale e finale del tratto dx, il terzo termine le forze dovute agli sforzi in direzione x sulle pareti ed infine l'ultimo termine considera le forze d'attrito sulle pareti.
Riunendo assieme le precedenti espressioni ed eseguendo i prodotti, trascurando gli infinitesimi di ordine superiore, resta:
{\displaystyle \rho uAdu=-Adp-dF_{\mathrm {attrito} }}
ed infine, dividendo per ρAu2, è possibile scrivere l'espressione precedente come un'equazione differenziale frazionaria:
{\displaystyle {\frac {du}{u}}+{\frac {dp}{\rho u^{2}}}=-{\frac {dF_{\mathrm {attrito} }}{\rho Au^{2}}}.}
Indicando con P il perimetro della sezione del condotto è possibile esprimere la forza dovuta all'attrito come:
{\displaystyle dF_{\mathrm {attrito} }=\tau _{\mathrm {attrito} }P\,dx}
dove τ rappresenta lo sforzo d'attrito:
{\displaystyle \tau _{\mathrm {attrito} }=f{\frac {\rho u^{2}}{2}}}
dove con f' si è indicato il numero di Fanning.
Resta l'adattamento della legge di conservazione dell'energia: la differenza tra energia uscente ed energia entrante, nell'unità di tempo, nel sistema, è pari alla somma del lavoro compiuto dalle forze applicate al fluido e del calore fornito al fluido dall'esterno. Se consideriamo l'energia come somma dell'energia interna e dell'energia cinetica, nell'unità di tempo si ottiene la seguente formulazione:
{\displaystyle {\dot {m}}\left(e_{2}+{\frac {u_{2}^{2}}{2}}\right)-{\dot {m}}\left(e_{1}+{\frac {u_{1}^{2}}{2}}\right)={\dot {\mathbf {L} }}+{\dot {\mathbf {Q} }}}
dove con il pedice 1 si sono indicate le grandezze entranti e con il pedice 2 quelle uscenti, con e l'energia interna per unità di massa, con L il lavoro fornito dal flusso e con Q il calore assorbito dal flusso. Dato che si considera la velocità del fluido nulla sulle pareti del condotto (ipotesi di aderenza), verranno trascurati i contributi delle pareti al lavoro. Unici contributi del lavoro saranno quindi quelli dovuti alle forze di pressione sulla sezione di ingresso, sulla sezione di uscita ed un eventuale lavoro fornito da un organo meccanico (come ad esempio le palettature di una girante):
{\displaystyle {\dot {\mathbf {L} }}=p_{1}A_{1}u_{1}-p_{2}A_{2}u_{2}+{\dot {\mathbf {L} }}_{\mathrm {meccanico} }}
quindi sostituendo e ricordando l'espressione della portata massica:
{\displaystyle {\dot {m}}=\rho uA}
si può riscrivere come:
{\displaystyle {\dot {m}}\left(e_{2}+{\frac {p_{2}}{\rho _{2}}}+{\frac {u_{2}^{2}}{2}}\right)-{\dot {m}}\left(e_{1}+{\frac {p_{1}}{\rho _{1}}}+{\frac {u_{1}^{2}}{2}}\right)={\dot {\mathbf {L} }}_{\mathrm {meccanico} }+{\dot {\mathbf {Q} }}}
e ricordando la definizione di entalpia h ed entalpia totale h0:
{\displaystyle h_{0}=h+{\frac {u^{2}}{2}}=e+{\frac {p}{\rho }}+{\frac {u^{2}}{2}}}
l'equazione dell'energia si riscrive
{\displaystyle {\dot {m}}\left(h_{02}-h_{02}\right)={\dot {\mathbf {L} }}_{\mathrm {meccanico} }+{\dot {\mathbf {Q} }}}
ed infine, per passare alla forma differenziale, sarà possibile trascurare il contributo di un organo meccanico esterno:
{\displaystyle dh_{0}=\partial Q.}

## Flusso di Fanno
Il flusso di Fanno è un flusso adiabatico stazionario in un condotto a sezione costante, dove vengono considerati gli effetti dell'attrito sulle pareti. Il nome del flusso è dovuto allo scienziato Gino Girolamo Fanno.

## Flusso di Rayleigh
Il flusso di Rayleigh è un flusso con scambio di calore con l'esterno di condotti a sezione costante, dove l'attrito è trascurato.